# Liz Carr
Elizabeth Anne Carr, detta Liz (Wirral, 21 aprile 1972), è un'attrice britannica.

## Biografia
Costretta su una sedia a rotelle dall'età di sette anni a causa dell'artrogriposi, Liz Carr ha studiato all'Università di Nottingham. Dopo essersi esibita come comica per diversi anni, a partire dagli anni 2010 ha cominciato a recitare a teatro e in televisione. Sul piccolo schermo è nota soprattutto per i suoi ruoli ricorrenti in The OA, Testimoni silenziosi e The Witcher. Nel 2021 ha fatto il suo esordio cinematografico nel film Infinite e l'anno successivo ha vinto il Laurence Olivier Award alla miglior attrice non protagonista per la sua interpretazione in The Normal Heart in scena al National Theatre.
È dichiaratamente lesbica e sposata con Jo Church dal 2010.

## Filmografia

### Cinema
- Le Accelerator, regia di Thomas Eikrem (2017)
- Infinite, regia di Antoine Fuqua (2021)

### Televisione
- Testimoni silenziosi (Silent Witness) – serie TV, 79 episodi (2013-2020)
- I miserabili (Les Misérables) – serie TV, episodio 1x01 (2018)
- The OA – serie TV, 2 episodi (2019)
- Devs – serie TV, episodio 1x05 (2020)
- CripTales – serie TV, episodio 1x02 (2020)
- The Witcher – serie TV, 2 episodi (2021-2023)
- This Is Going to Hurt – serie TV, episodio 1x07 (2022)
- Then Barbara Met Alan, regia di Bruce Goodison e Amit Sharma – film TV (2022)
- Good Omens – serie TV, 3 episodi (2023)
- Loki - serie TV, episodio 2x01 (2023)

### Cortometraggi
- The Beaten, regia di Simon McKeown (2011)

## Riconoscimenti
- Premio Laurence Olivier
  - 2022 – Miglior attrice non protagonista per The Normal Heart

## Doppiatrici italiane
Nelle versioni in italiano delle opere in cui ha recitato, Liz Carr è stata doppiata da:
- Melina Martello in Infinite[6]
- Paila Pavese in The OA[7]
- Tiziana Avarista in The Witcher[8]
- Antonella Alessandro in Good Omens[9]